# Antiche unità di misura del circondario di Cento
Sono qui riportate le conversioni tra le antiche unità di misura in uso nel circondario di Cento e il sistema metrico decimale, così come stabilite ufficialmente nel 1877.
Nonostante l'apparente precisione nelle tavole, in molti casi è necessario considerare che i campioni utilizzati (anche per le tavole di epoca napoleonica) erano di fattura approssimativa o discordanti tra loro.

## Misure di lunghezza
| Comuni                         | Denominazione      | Valore   | Unità |
| ------------------------------ | ------------------ | -------- | ----- |
| Cento, Pieve di Cento          | Braccio mercantile | 0,637629 | m     |
| Cento, Pieve di Cento          | Piede agrimensorio | 0,396452 | m     |
| Poggio Renatico, Sant'Agostino | Braccio mercantile | 0,640039 | m     |
| Poggio Renatico, Sant'Agostino | Piede agrimensorio | 0,380098 | m     |

Il braccio mercantile ed il piede agrimensorio si dividono in 12 once, l'oncia in 12 punti.

## Misure di superficie
| Comuni                         | Denominazione | Valore    | Unità |
| ------------------------------ | ------------- | --------- | ----- |
| Cento, Pieve di Cento          | Tornatura     | 2263,3101 | m²    |
| Poggio Renatico, Sant'Agostino | Tornatura     | 2080,4358 | m²    |

La tornatura si divide in 144 tavole, la tavola in 100 piedi quadrati.

## Misure di volume
| Comuni                         | Denominazione | Valore | Unità |
| ------------------------------ | ------------- | ------ | ----- |
| Cento, Pieve di Cento          | Piede cubo    | 62,312 | L     |
| Poggio Renatico, Sant'Agostino | 54,914        | L      |       |

## Misure di capacità per gli aridi
| Comuni                         | Denominazione | Valore  | Unità |
| ------------------------------ | ------------- | ------- | ----- |
| Cento, Pieve di Cento          | Corba         | 77,1433 | L     |
| Poggio Renatico, Sant'Agostino | Corba         | 78,6448 | L     |

La corba di Cento si divide in 2 staia, lo staio in 8 quartiroli, il quartirolo in 8 coppiroli.
La corba di Poggio Renatico si divide in 2 staia, lo staio in 8 quartiroli, il quartirolo in 8 quarticini.

## Misure di capacità per i liquidi
| Comuni                         | Denominazione  | Valore   | Unità |
| ------------------------------ | -------------- | -------- | ----- |
| Cento, Pieve di Cento          | Corba          | 90,5609  | L     |
| Cento, Pieve di Cento          | Libbra da olio | 0,392570 | L     |
| Poggio Renatico, Sant'Agostino | Corba          | 78,5931  | L     |
| Poggio Renatico, Sant'Agostino | Libbra da olio | 0,395330 | L     |

La corba di Cento si divide in 48 boccali, il boccale in 4 fogliette.
La corba di Poggio Renatico si divide in 4 quartirole, la quartirola in 15 boccali, il boccale in 4 fogliette.
Le libbre da olio si dividono in metà, quarti, ottavi.

## Pesi
| Comuni                         | Denominazione | Valore  | Unità |
| ------------------------------ | ------------- | ------- | ----- |
| Cento, Pieve di Cento          | Libbra        | 359,321 | g     |
| Poggio Renatico, Sant'Agostino | Libbra        | 361,851 | g     |

La libbra di Cento si divide in 12 once, l'oncia in 4 quarte.
La libbra di Poggio Renatico si divide m 12 once, l'oncia in 8 ottave.